# Gran Premio de Yugoslavia de Motociclismo de 1977
El Gran Premio de Yugoslavia de Motociclismo de 1977 fue la séptima prueba de la temporada 1977 del Campeonato Mundial de Motociclismo. El Gran Premio se disputó el 19 de junio de 1977 en el Circuito de Opatija.
Este sería la última ocasión que Opatija albergaría el Gran Premio ya que, en dos accidentes, los pilotos Ulrich Graf y Giovanni Ziggiotto perderían la vida, Por tanto, a partir de la temporada 1978 el GP se disputirá en el circuito di Grobnik, en Fiume, hasta su suspensión en la temporada 1990.

## Resultados 350cc
En 350 c.c., duelo entre el japonés Takazumi Katayama y el sudafricano Jon Ekerold que cayó del lado del nipón, que se destacó en el tramo final de la carrera. Un Gran Premio muy accidentado donde solo acabaron diez corredores. Destacar que Alan North que no pudo competir por ser sudafricano.
| Pos.        | Piloto             | Equipo            | Tiempo    | Pts. |
| ----------- | ------------------ | ----------------- | --------- | ---- |
| 1           | Takazumi Katayama  | Yamaha            | 56' 53" 0 | 15   |
| 2           | Jon Ekerold        | Yamaha            | +35" 2    | 12   |
| 3           | Michel Rougerie    | Yamaha            | +1' 09" 7 | 10   |
| 4           | Tom Herron         | Yamaha            | +1' 16" 9 | 8    |
| 5           | John Dodds         | Yamaha            | +1' 19" 8 | 6    |
| 6           | Olivier Chevallier | Yamaha            | +1' 43" 3 | 5    |
| 7           | Patrick Fernandez  | Yamaha            | +1' 53" 3 | 4    |
| 8           | Pekka Nurmi        | Yamaha            | +1' 57" 8 | 3    |
| 9           | Jean-Claude Hogrel | Yamaha            | +1 giro   | 2    |
| 10          | Helmut Kassner     | Yamaha            | +1 giro   | 1    |
| Ret         | Mario Lega         | Bakker-Morbidelli | Ret       |      |
| Ret         | Giacomo Agostini   | Yamaha            | Ret       |      |
| Ret         | János Drapál       | Yamaha            | Ret       |      |
| Ret         | Patrick Pons       | Yamaha            | Ret       |      |
| Ret         | Leif Gustafsson    | Yamaha            | Ret       |      |
| Ret         | Pentti Korhonen    | Yamaha            | Ret       |      |
| Ret         | Kork Ballington    | Yamaha            | Ret       |      |
| Ret         | Christian Sarron   | Yamaha            | Ret       |      |
| Ret         | Gianni Pelletier   | Yamaha            | Ret       |      |
| Ret         | Karl Auer          | Yamaha            | Ret       |      |
| Ret         | Eero Hyvärinen     | Yamaha            | Ret       |      |
| Ret         | Denis Boulom       | Yamaha            | Ret       |      |
| Ret         | Gianfranco Bonera  | Yamaha            | Ret       |      |
| Ret         | Ken Nemoto         | Yamaha            | Ret       |      |
| Ret         | Sven Andersson     | Yamaha            | Ret       |      |
| Ret         | Chiuro             | Yamaha            | Ret       |      |
| Ret         | Werner Schmied     | Rotax             | Ret       |      |
| Ret         | Ernst Fagerer      | Yamaha            | Ret       |      |
| DNS         | Giuseppe Consalvi  | Yamaha            | DNS       |      |
| DNS         | José Cecotto       | Yamaha            | DNS       |      |
| [ 3 ] [ 4 ] |                    |                   |           |      |

## Resultados 250cc
En el cuarto de litro, los italianos Mario Lega y Paolo Pileri se destacaron respecto al resto de competidores, aunque este último tuvo que abandonar por problemas mecánicos. Por detrás, John Dodds intentó pelear por el segunda puesto pero fue expulsado del podio por Takazumi Katayama y Tom Herron. De esta manera, Lega aventaja en diez puntos a Herron al frente de la clasificación general.
| Pos. | Piloto             | Equipo          | Tiempo    | Pts. |
| ---- | ------------------ | --------------- | --------- | ---- |
| 1    | Mario Lega         | Morbidelli      | 49' 19" 4 | 15   |
| 2    | Takazumi Katayama  | Yamaha          | +6" 2     | 12   |
| 3    | Tom Herron         | Yamaha          | +41" 2    | 10   |
| 4    | John Dodds         | Yamaha          | +48" 3    | 8    |
| 5    | Pierluigi Conforti | Yamaha          | +51" 4    | 6    |
| 6    | Patrick Fernandez  | Yamaha          | +1' 02" 2 | 5    |
| 7    | Pentti Korhonen    | Yamaha          | +1' 06" 0 | 4    |
| 8    | Jon Ekerold        | Yamaha          | +1' 10" 2 | 3    |
| 9    | Pekka Nurmi        | Yamaha          | +1' 27" 0 | 2    |
| 10   | Patrick Pons       | Yamaha          | +1' 44" 7 | 1    |
| 11   | Christian Sarron   | Yamaha          | +1' 45" 7 |      |
| 12   | Gianni Pelletier   | Yamaha          | +1' 46" 1 |      |
| 13   | Hans Müller        | Yamaha          | +2' 05" 8 |      |
| 14   | Anton Mang         | Yamaha          | +2' 09" 2 |      |
| 15   | Leif Gustafsson    | Yamaha          | +1 Vuelta |      |
| 16   | José Cecotto       | Yamaha          | +1 Vuelta |      |
| 17   | Sauro Pazzaglia    | Yamaha          | +1 Vuelta |      |
| 18   | Giuseppe Consalvi  | Yamaha          | +1 Vuelta |      |
| Ret  | Michel Rougerie    | Yamaha          | Ret       |      |
| Ret  | Paolo Pileri       | Morbidelli      | Ret       |      |
| Ret  | Walter Villa       | Harley-Davidson | Ret       |      |
| Ret  | Guy Bertin         | Yamaha          | Ret       |      |
| Ret  | Barry Ditchburn    | Kawasaki        | Ret       |      |
| Ret  | Masahiro Wada      | Kawasaki        | Ret       |      |
| Ret  | Olivier Chevallier | Yamaha          | Ret       |      |
| Ret  | Eero Hyvärinen     | Yamaha          | Ret       |      |
| Ret  | Kork Ballington    | Yamaha          | Ret       |      |
| Ret  | Franco Uncini      | Harley-Davidson | Ret       |      |
| Ret  | Helmut Kassner     | Yamaha          | Ret       |      |
| Ret  | Harald Bartol      | Yamaha          | Ret       |      |

## Resultados 125cc
En 125 cc., Ángel Nieto no pudo estrenar la nueva Bultaco y tuvo que salir con la versión antiguo. Eso fue un handicap para poder luchar con el tener el duelo con el líder de la general, el italiano Pier Paolo Bianchi. Bianchi consigue su quinto triunfo consecutivo y amplía aún más su ventaja en el liderato ya que el segundo de la general Eugenio Lazzarini se tuvo que retirar.
| Pos. | Piloto                 | Moto       | Tiempo     | Pts. |
| ---- | ---------------------- | ---------- | ---------- | ---- |
| 1    | Pier Paolo Bianchi     | Morbidelli | 46' 25" 4  | 15   |
| 2    | Ángel Nieto            | Bultaco    | +1' 13" 9  | 12   |
| 3    | Maurizio Massimiani    | Morbidelli | +1' 37" 4  | 10   |
| 4    | Jean-Louis Guignabodet | Morbidelli | +1' 52" 8  | 8    |
| 5    | Ermanno Giuliano       | Morbidelli | +2' 09" 4  | 6    |
| 6    | Matti Kinnunen         | Morbidelli | +2' 16" 1  | 5    |
| 7    | Anton Mang             | Morbidelli | +2' 28" 2  | 4    |
| 8    | Cees van Dongen        | Morbidelli | +1 Vuelta  | 3    |
| 9    | Claudio Lusuardi       | Morbidelli | +2 Vueltas | 2    |
| 10   | Julien van Zeebroeck   | Morbidelli | +3 Vueltas | 1    |
| Ret  | Eugenio Lazzarini      | Morbidelli | Ret        |      |
| Ret  | Harald Bartol          | Morbidelli | Ret        |      |
| Ret  | Pierluigi Conforti     | Morbidelli | Ret        |      |
| Ret  | János Drapál           | Morbidelli | Ret        |      |
| Ret  | Stefan Dörflinger      | Morbidelli | Ret        |      |
| Ret  | Sauro Pazzaglia        | Morbidelli | Ret        |      |
| Ret  | Willy Pérez            | Yamaha     | Ret        |      |
| Ret  | Hans Müller            | Morbidelli | Ret        |      |
| Ret  | Germano Zanetti        | Morbidelli | Ret        |      |
| Ret  | Thierry Noblesse       | Morbidelli | Ret        |      |
| Ret  | Xaver Tschannen        | Bender     | Ret        |      |
| Ret  | Luigi Rinaudo          | Morbidelli | Ret        |      |
| Ret  | Branko Jelavić         | Morbidelli | Ret        |      |
| Ret  | Miodrag Sarić          | Morbidelli | Ret        |      |
| Ret  | Hans-Jürgen Hummel     | Morbidelli | Ret        |      |
| Ret  | Boris Bajc             | Yamaha     | Ret        |      |
| Ret  | Herbert Rittberger     | Morbidelli | Ret        |      |
| Ret  | Ernst Fagerer          | Morbidelli | Ret        |      |

## Resultados 50cc
En 50 cc, doblete de Bultaco con los españoles Ángel Nieto y Ricardo Tormo acabando en primer y segundo lugar respectivamente. Con esta victoria, Nieto se afianza en el liderato ya que su máximo rival, el italiano Eugenio Lazzarini, tuvo que abandonar en la primera vuelta.
| Pos. | Piloto                 | Moto           | Tiempo     | Pts. |
| ---- | ---------------------- | -------------- | ---------- | ---- |
| 1    | Ángel Nieto            | Bultaco        | 40' 47" 6  | 15   |
| 2    | Ricardo Tormo          | Bultaco        | +4" 6      | 12   |
| 3    | Patrick Plisson        | ABF            | +2' 08" 9  | 10   |
| 4    | Cees van Dongen        | Kreidler       | +1 Vuelta  | 8    |
| 5    | Jean-Louis Guignabodet | UFO-Morbidelli | +1 Vuelta  | 6    |
| 6    | Günter Schirnhofer     | Kreidler       | +1 Vuelta  | 5    |
| 7    | Ramón Galí             | Derbi          | +1 Vuelta  | 4    |
| 8    | Adrijan Bernetič       | Tomos          | +1 Vuelta  | 3    |
| 9    | Theo Timmer            | Kreidler       | +1 Vuelta  | 2    |
| 10   | Hans-Jürgen Hummel     | Kreidler       | +1 Vuelta  | 1    |
| 11   | Ingo Emmerich          | Kreidler       | +1 Vuelta  |      |
| 12   | Claudio Lusuardi       | Lusuardi       | +1 Vuelta  |      |
| 13   | Otto Machinek          | Kreidler       | +3 Vueltas |      |
| 14   | Aldo Pero              | Kreidler       | +3 Vueltas |      |
| 15   | Vilko Sever            | Kreidler       | +4 Vueltas |      |
| Ret  | Eugenio Lazzarini      | Kreidler       | Ret        |      |
| Ret  | Herbert Rittberger     | Kreidler       | Ret        |      |
| Ret  | Ulrich Graf            | Kreidler       | Ret        |      |
| Ret  | Stefan Dörflinger      | Kreidler       | Ret        |      |
| Ret  | Boris Bajc             | Kreidler       | Ret        |      |
| Ret  | Rudolf Kunz            | Kreidler       | Ret        |      |
| Ret  | Nevio Paliska          | Tomos          | Ret        |      |
| Ret  | Engelbert Kip          | Kreidler       | Ret        |      |
| Ret  | Wolfgang Müller        | Kreidler       | Ret        |      |
| Ret  | Giorgio Antolini       | Derbi          | Ret        |      |
| Ret  | Ove Skifjeld           | Kreidler       | Ret        |      |
| Ret  | Boris Marusa           | Kreidler       | Ret        |      |
| Ret  | Repizky                | Kreidler       | Ret        |      |
| Ret  | Julien van Zeebroeck   | Kreidler       | Ret        |      |
| Ret  | Joaquín Galí           | Bultaco        | Ret        |      |